# حلوانة
الحَلْوَانة (بالأنديغية: Halguane) أو سميط الشركس أو الجركس (بالتركية: Çerkes simidi) او الحلواني هو خبز شاي شركسي تقليدي. أنواع الخبز المماثل هي: البَيكِل والسميط والبُبليك .
المكونات المعهودة هي الدقيق والبيض والماء والملح والتي تعجن عجينة متماسكة.